# Hylopetes spadiceus
Hylopetes spadiceus es una especie de roedor de la familia Sciuridae.

## Distribución geográfica
Se encuentran en Indonesia, Malasia, Birmania, Tailandia, y Vietnam.